# دهستان کرخا
دهستان کرخا، یکی از دهستان‌های بخش شاوور شهرستان کرخه در استان خوزستان ایران است. مرکز این دهستان، روستای خویس است.

## جمعیت
بر پایه سرشماری عمومی نفوس و مسکن در سال ۱۳۹۵، جمعیت دهستان کرخا برابر با ۹،۲۰۷ نفر بوده‌است.